# Wembley Monarchs
I Wembley Monarchs furono una squadra di  hockey su ghiaccio del Regno Unito.
Vennero fondati nel 1929 come Grosvenor House Canadians, cambiando in Wembley Canadians per la stagione 1934-35 e diventando infine Monarchs nel 1936. La squadra giocò nella English League nel 1931-35 e 1936-37 e nella English National League nella stagione 1935-36 e nel periodo 1937-50.
I Grosvenor House Canadians giocarono le loro partite casalinghe al Park Lane Rink ma si trasferirono nel 1934 all'Empire Pool di Londra (oggi Wembley Arena, che divisero con i Wembley Lions).
Vinsero la  English League nel 1933-34 ma l'unico successo con il nome Monarchs arrivò nel 1948 quando conquistarono la English Autumn Cup. I Monarchs chiusero i battenti nel 1950.